# بريت ميلر
بريت ميلر (بالإنجليزية: Brett Miller)‏ هو لاعب كرة قدم أمريكية أمريكي، ولد في 2 أكتوبر 1958 في لينووود في الولايات المتحدة.

## وصلات خارجية
- بريت ميلر على موقع مرجع كرة القدم المحترفة.كوم (الإنجليزية)